# Fênix Filmes
Fênix Filmes (anteriormente chamada de Tucumán Filmes) é uma distribuidora de filmes independentes criada no Brasil em 2016 por Priscila Miranda. É focada no lançamento de filmes que passaram por festivais internacionais como Cannes e Veneza, e também produções indicadas ao Oscar.
Em 2020 foi uma das distribuidoras de cinema apoiadoras do Festival Varilux de Cinema Francês. No início de 2021, iniciou uma parceria com a Versátil Home Vídeo e lançou a edição limitada em blu-ray de Revenge (bra:Vingança), e em setembro do mesmo ano, junto com a Alpha Filmes, iniciou a pré-venda da edição limitada em DVD dos filmes Ahlat Ağacı (bra: A Árvore dos Frutos Selvagens) e Kis Uykusu (bra: Sono de Inverno). Ao longo da história, a distribuidora também comercializou filmes em associação com a Pandora Filmes e Escarlate.